# Amiota palpifera
Amiota palpifera este o specie de muște din genul Amiota, familia Drosophilidae, descrisă de Toyohi Okada în anul 1971. Conform Catalogue of Life specia Amiota palpifera nu are subspecii cunoscute.